# 弗兰克·乌利希
弗兰克·乌利希（德語：Frank Uhlig，1955年12月8日—），德国男子足球运动员，司职后卫。他曾代表东德国奥队参加1980年夏季奥林匹克运动会足球比赛，获得一枚银牌。